# 1326
1326. је била проста година.

## Догађаји
- Википедија:Непознат датум — Хумски рат (1326—1329)
- Википедија:Непознат датум — Рат Србије и Дубровника (1325—1326) Млетачким посредовањем у марту 1326. године закључен је мир између Дубровчана и српског краља Стефана Уроша III Дечанског, а у новом српско-рабинском рату (1327-1328) млетачка влада је опозвала своје трговце из Србије.
- 6. април — Турци заузимају Бурсу после дуге опсаде.

## Рођења
- Википедија:Непознат датум — Лудовик I Анжујски - угарски краљ. († 1382)
- Википедија:Непознат датум — Мурат I - Трећи османски султан.
- Википедија:Непознат датум — Ocман I - Први османски султан.

## Смрти
- 1. август — Осман-бег, оснивач Османског царства.